# Havasi boróka
A havasi boróka (törpe boróka, alhavasi boróka, szibériai boróka, Juniperus sibirica, régebben Juniperus nana) a ciprusfélék családjába tartozó örökzöld növényfaj.

## Előfordulása
Eurázsia alhavasi régióiban többnyire a törpefenyő (Pinus mugo), havasi éger (Alnus viridis), havasszépe (Rhododendron sp.) társaságában kiterjedt törpecserjéseket alkot. Kiterjedt alhavasi állományai (Junipereto sibiricae, illetve Junipereto nanae) nőnek a Kárpátok egyes részein – jellemző elegyfajuk a Dushekia viridis; megjelennek benne olyan ritkaságok, mint a győzedelmes hagyma (Allium victorialis).

## Megjelenése
Rendkívül hasonlít a közönséges borókáéra, amiért egyesek szerint nem is önálló faj, csak annak apróbb termetű alfaja (Juniperus communis ssp. alpina).

## Életmódja, termőhelye
Hidegtűrő növény, ezért hegyvidékeken termőhelye a közönséges borókáé fölött, az alhavasi övben van.

## Felhasználása
Felhasználása a közönséges borókáéhoz hasonló, bár termetük különbözősége okán ceruzák, illetve bútorok gyártására jóval kevésbé alkalmas.